# In the Name of God

In the Name of God ou Khuda Kay Liye (en ourdou خُدا کے لئے, littéralement pour Dieu) est un film pakistanais (Lollywood) réalisé par Shoaib Mansoor et sorti le 20 juillet 2007.
Ce film traite notamment de l'opposition entre Musulmans fondamentalistes et Musulmans progressistes.